# Weingartia tiraquensis
Weingartia tiraquensis ist eine Pflanzenart in der Gattung Weingartia aus der Familie der Kakteengewächse (Cactaceae). Das Artepitheton tiraquensis verweist auf das Vorkommen der Art bei der bolivianischen Stadt Tiraque.

## Beschreibung
Weingartia tiraquensis wächst einzeln und nur selten sprossend mit flachkugelförmigen Körpern. Diese erreichen bei Durchmessern von bis zu 15 Zentimetern Wuchshöhen von bis zu 12 Zentimetern und besitzen eine kaum ausgeprägte bis fehlende Rübenwurzel. Die Dornen lassen sich kaum in Mittel- und Randdornen unterscheiden. Die sehr unterschiedlichen 15 bis 30 Dornen sind 0,5 bis 3,5 Zentimeter lang.
Die hell- bis dunkelvioletten oder orangerot bis roten Blüten sind bis 3 Zentimeter lang und besitzen Durchmesser von bis zu 3,5 Zentimetern. Die Früchte sind olivgrün bis braun und weisen einen Durchmesser von 5 bis 6 Millimeter auf.

## Verbreitung und Systematik
Weingartia tiraquensis ist im bolivianischen Departamento Cochabamba in Höhenlagen von 2500 bis 3200 Metern verbreitet.
Die Erstbeschreibung als Rebutia tiraquensis wurde 1957 von Martín Cárdenas veröffentlicht. Fred Hermann Brandt stellte die Art 1977 in die Gattung Weingartia. Weitere nomenklatorische Synonyme sind Sulcorebutia tiraquensis (Cárdenas) F.Ritter (1961) und Rebutia steinbachii subsp. tiraquensis (Cárdenas) D.R.Hunt (1997).

## Nachweise